# Hahoe en Yangdong
Hahoe en Yangdong zijn twee representatieve historische clan-dorpen in Zuid-Korea, die in 2010 door UNESCO als cultuurerfgoed op de Werelderfgoedlijst zijn geplaatst. Beide dorpen zijn in de 14de-15de eeuw ontstaan.
Hun ligging, beschut door beboste bergen met uitzicht op een rivier en open agrarische gebieden, vormt een afspiegeling van de gedistingeerde aristocratische confuciaanse cultuur van het begin van de Joseon-dynastie (1392-1910). De dorpen waren zo gelegen dat ze door het omliggende landschap zowel lichamelijk als geestelijk gevoed werden.
De landschappelijke ligging van de dorpen werd door 17de- en 18de-eeuwse dichters geroemd om haar schoonheid.
Haeinsatempel Janggyeong Panjeon, bewaarplaats van de Tripitaka Koreana houtblokken ·
Jongmyo-heiligdom ·
Seokguramgrot en Bulguksatempel ·
Changdeokgung-paleiscomplex ·
Hwaseong-vesting ·
Hunebedplaatsen Gochang, Hwasun en Ganghwa ·
Historische gebieden van Gyeongju ·
Vulkanisch eiland Jeju met lavagrotten ·
Koninklijke tombes van de Joseondynastie ·
Historische dorpen van Korea: Hahoe en Yangdong ·
Namhansanseong ·
Historisch gebied van Paekche ·
Sansa, boeddhistische bergkloosters in Korea ·
Seowon, Koreaanse neoconfucianistische academies ·
Getbol, Koreaanse getijdenplaten